# Carlos Costa
Pour les articles homonymes, voir Costa.
Carlos Costa, né le 22 avril 1968 à Barcelone, est un ancien joueur de tennis espagnol. Depuis 2001, il est l'agent de Rafael Nadal, notamment chargé de ses relations avec les sponsors.

## Parcours dans les tournois duGrand Chelem

### En simple
| Année | Open d'Australie | Open d'Australie | Internationaux de France | Internationaux de France | Wimbledon       | Wimbledon    | US Open         | US Open       |
| ----- | ---------------- | ---------------- | ------------------------ | ------------------------ | --------------- | ------------ | --------------- | ------------- |
| 1990  | —                | —                | —                        | —                        | 1er tour (1/64) | J. Hlasek    | —               | —             |
| 1991  | —                | —                | 3e tour (1/16)           | M. Stich                 | —               | —            | —               | —             |
| 1992  | —                | —                | 1/8 de finale            | G. Ivanišević            | 2e tour (1/32)  | M. Larsson   | 1/8 de finale   | A. Agassi     |
| 1993  | 3e tour (1/16)   | R. Fromberg      | 1/8 de finale            | R. Krajicek              | 2e tour (1/32)  | W. Ferreira  | 3e tour (1/16)  | J. Morgan     |
| 1994  | —                | —                | 2e tour (1/32)           | H. Dreekmann             | 2e tour (1/32)  | C. Wilkinson | 3e tour (1/16)  | I. Kafelnikov |
| 1995  | —                | —                | 3e tour (1/16)           | T. Muster                | —               | —            | —               | —             |
| 1996  | 2e tour (1/32)   | N. Kulti         | 1er tour (1/64)          | M. Tillström             | 1er tour (1/64) | B. Ulihrach  | 1er tour (1/64) | M. Gustafsson |
| 1997  | 1er tour (1/64)  | W. Ferreira      | 2e tour (1/32)           | P. Korda                 | —               | —            | 1er tour (1/64) | L. Paes       |
| 1998  | 1er tour (1/64)  | J. Stark         | 1er tour (1/64)          | J. Knippschild           | —               | —            | 1er tour (1/64) | W. Arthurs    |
| 1999  | 1er tour (1/64)  | H. Dreekmann     | 1er tour (1/64)          | C. Ruud                  | —               | —            | —               | —             |

N.B. : à droite du résultat se trouve le nom de l'ultime adversaire.

### En double
| Année | Open d'Australie             | Open d'Australie      | Internationaux de France     | Internationaux de France | Wimbledon | Wimbledon | US Open | US Open |
| ----- | ---------------------------- | --------------------- | ---------------------------- | ------------------------ | --------- | --------- | ------- | ------- |
| 1989  | —                            | —                     | 1/4 de finale T. Carbonell   | J. Grabb P. McEnroe      | —         | —         | —       | —       |
| 1990  | —                            | —                     | 1er tour (1/32) T. Carbonell | K. Flach R. Seguso       | —         | —         | —       | —       |
| 1991  | —                            | —                     | 2e tour (1/16) F. Clavet     | J. Lozano C. Miniussi    | —         | —         | —       | —       |
| 1992  | —                            | —                     | —                            | —                        | —         | —         | —       | —       |
| 1993  | 1er tour (1/32) T. Carbonell | H. J. Davids L. Pimek | 1/8 de finale T. Carbonell   | M. Kratzmann W. Masur    | —         | —         | —       | —       |

N.B. : le nom du ou de la partenaire se trouve sous le résultat ; le nom des ultimes adversaires se trouve à droite.

## Parcours dans lesMasters 1000
| Année | Indian Wells                | Miami                | Monte-Carlo               | Hambourg                | Rome                  | Canada             | Cincinnati | Stockholm puis Essen puis Stuttgart | Paris                |
| ----- | --------------------------- | -------------------- | ------------------------- | ----------------------- | --------------------- | ------------------ | ---------- | ----------------------------------- | -------------------- |
| 1991  | —                           | —                    | —                         | —                       | 1er tour S. Bruguera  | —                  | —          | —                                   | —                    |
| 1992  | 2e tour S. Bruguera         | 1er tour C.-U. Steeb | 2e tour W. Ferreira       | 1/2 finale S. Edberg    | Finale J. Courier     | —                  | —          | 2e tour C. Bergström                | 2e tour D. Rostagno  |
| 1993  | 1er tour B. Karbacher       | —                    | 1/4 de finale S. Bruguera | 1er tour A. Chesnokov   | 2e tour C. Bergström  | —                  | —          | 1/8 de finale A. Boetsch            | 1er tour M. Larsson  |
| 1994  | 1/4 de finale P. Korda      | 2e tour M. Woodforde | 2e tour A. Berasategui    | 1/4 de finale M. Stich  | —                     | —                  | —          | 1er tour D. Vacek                   | 1er tour C.-U. Steeb |
| 1995  | 1/8 de finale W. Ferreira   | 3e tour M. Larsson   | 2e tour R. Fromberg       | 2e tour P. Sampras      | 1er tour V. Spadea    | —                  | —          | —                                   | —                    |
| 1996  | 1/4 de finale G. Ivanišević | —                    | 1/4 de finale C. Pioline  | 1er tour A. Berasategui | 2e tour I. Kafelnikov | 1er tour P. Rafter | —          | —                                   | —                    |
| 1997  | —                           | 1er tour M. Damm     | 1/4 de finale F. Santoro  | 2e tour O. Gross        | —                     | —                  | —          | —                                   | —                    |
| 1998  | —                           | 2e tour T. Enqvist   | 1er tour C. Pioline       | 1er tour F. Santoro     | 1er tour G. Kuerten   | —                  | —          | —                                   | 1er tour T. Haas     |

N.B. : sous le résultat se trouve le nom de l’ultime adversaire.